# Riu Han
El riu Han (Hangul: 한강) és un riu de Corea del Sud que neix de la confluència del riu Namhan i del riu Bukhan, el qual s'origina a la muntanya de Geumgang a Corea del Nord. El riu flueix a través de Seül i després s'uneix amb el riu Imjin just abans de desembocar al mar Groc. És un dels rius més grans de Corea del Sud i el quart riu més llarg de la península coreana després dels rius Amnok, Duman i Nakdong. Al llarg de les ribes del riu, particularment a Seül, camins per a vianants i bicicletes estan disponibles a banda i banda del riu. Diversos restaurants i cafès estan localitzats en aquests camins. Encara que la majoria dels ponts que creuen el riu són per a automòbils o el metro, hi ha certs ponts que poden creuar els vianants.
El riu Han i els seus voltants tenen un paper important en la història de Corea. Els Tres Regnes de Corea van lluitar per controlar aquesta terra, on el riu era usat com a ruta comercial cap a la Xina via al Mar Groc. No obstant això, el riu ja no s'utilitza per a la navegació, ja que creua la zona desmilitaritzada, on l'entrada a civils està prohibida.
El 2011 es va realitzar una enquesta per l'Institut de Desenvolupament de Seül, on s'incloïen 800 residents i 103 planificadors urbans i arquitectes. Aquesta enquesta reflectia que el 51.3% dels residents i el 68.9% dels experts van assenyalar al riu com el lloc més representatiu de Seül, seguit de la muntanya Namsan.